# Eduardo García (meksykański piłkarz)
Eduardo „Dragón” García Mendoza (ur. 11 lipca 2002 w Guadalajarze) – meksykański piłkarz występujący na pozycji bramkarza, od 2022 roku zawodnik Tapatío.